# Michael Wolfgramm
Michael Wolfgramm (n. 8 martie 1953, Schwerin, Germania) este un canotor, medaliat olimpic. A participat la o ediție a Jocurilor Olimpice (1976) în care a câștigat o medalie de aur.

## Participări
Lista de mai jos prezintă principalele competiții la care a participat Michael Wolfgramm de-a lungul carierei.
- rowing at the 1976 Summer Olympics – men's quadruple sculls[*][4]